# 2020 BE102
2020 BE102 est un objet transneptunien de la famille des objets épars encore assez mal connu. Au moment de sa découverte, c'était le troisième objet le plus lointain du système solaire, jamais observé.